# Euphonia mesochrysa
Euphonia mesochrysa е вид птица от семейство Чинкови (Fringillidae).

## Разпространение
Видът е разпространен в Боливия, Еквадор, Колумбия и Перу.